# A nőkért
A nőkért (eredeti cím: Die göttliche Ordnung) 2017-ben bemutatott svájci film, amelyet Petra Volpe rendezett. A forgatókönyvet Petra Volpe írták. A producerei Lukas Hobi és Reto Schärli. A főszerepekben Marie Leuenberger, Maximilian Simonischek, Peter Freiburghaus, Rachel Braunschweig és Sibylle Brunner láthatóak. A film zenéjét Annette Focks szerezte. Műfaja filmvígjáték és filmdráma. 
Svájcban 2017. március 9-én mutatták be a moziban.

## Szereplők
| Szereplő                                                                   | Színész                | Magyar hang     |
| -------------------------------------------------------------------------- | ---------------------- | --------------- |
| Nora                                                                       | Marie Leuenberger      | Bertalan Ágnes  |
| Hans                                                                       | Maximilian Simonischek | Juhász Zoltán   |
| Theresa                                                                    | Rachel Braunschweig    | Zsurzs Kati     |
| Vroni                                                                      | Sibylle Brunner        | Bessenyei Emma  |
| Graziella                                                                  | Marta Zoffoli          | Hámori Eszter   |
| Gottfried                                                                  | Peter Freiburghaus     | Imre István     |
| Dr. Charlotte Wipf                                                         | Therese Affolter       | Koffler Gizella |
| Werner                                                                     | Nicholas Ofczarek      | Varga Rókus     |
| További magyar hangok                                                      |                        |                 |
| Grúber Zita, Kajtár Róbert, Laudon Andrea, Nádorfi Krisztina, Tóth Szilvia |                        |                 |